# Капітан Україна (фільм)
«Капітан Україна» — проєкт фільму режисера та продюсера Любомира Левицького зйомки якого мали розпочатися напочатку 2022 року. Однак згодом проєкт фільму було поставлено на паузу у 2022 році через Російсько-українську війну.

## Сюжет
Події фільму відбуваються у сучасній Україні. Головний герой — правнук Юрія Будяка, журналіст-блогер, на долю котрого випадають великі випробування та місія порятунку України. Джерелом суперздібностей героя є трипільська культура та її таємні обряди. На противагу сучасному герою — реальна історія полтавського журналіста Юрія Будяка, який на початку ХХ століття поїхав до Африки, став капітаном армії під час Англо-Бурської війни і там врятував від розстрілу Вінстона Черчилля. Бури не могли вимовити його прізвище і називали його Капітан Юкрейн.

## Історія створення

### Ідея
Створення кіно про вітчизняного супергероя — багаторічна мрія режисера, яку він розроблював 5 років. Фільм мусить започаткувати бренд українських блокбастерів; як коментутвав ідею сам режисер та сценарист стрічки Любомир Левицький "Нарешті я знайшов історію, яка мені подобається і яку, я впевнений, полюблять українці. Філософія проєкту дуже проста: змусити українців поважати та цінувати себе знову".

### Назва
Любомир Левицький так прокоментував назву проекту: "З огляду на провокуючу назву, ви можете подумати, що це щось на кшталт «Капітана Америки». Але ми не будемо дешевою копією Marvel чи DC і не прив'язуємо нашу історію до комікс-культури: це абсолютно нове, оригінальне та якісне кіно з адаптованим героєм, яке стане безпрецедентним явищем для України".

### Виробництво
У 2021 році паралельно з роботою над девелопментом майбутньої стрічки режисер створив Youtube-канал блог, де не лише знайомить зі створенням фільму, але й на власному досвіді та аналізі американських принципів кіновиробництва розповідає про те, як він втілює свою кіномрію в життя, а на 24 серпня 2021 року проєкт отримав власний офіційний сайт.
Планувалося що фільм буде створений за сучасними технологіями, з достатньою кількістю видовищних сцен й режисер зазначав що спецефекти робитимуть здебільшого в Україні але і частково й в США.. Планувалося, що дистриб'ютором проекту стане студія Kinomania.
У кількох своїх інтерв'ю автор прєкту Левицький зазначав що кошторис має скласти $2 млн. дол США. У грудні 2021 року фільм програв у конкурсі Держкіно на покриття частини кошторису стрічки, однак режисер зазначив, що все одно продовжить працювати над фільмом.
У травні 2022 року автор ідеї проєкту Любомир Левицький повідомив, що проєкт було поставлено на паузу через Російсько-українську війну.